# Моноцитопоэз
Моноцитопоэз, или монопоэз — это разновидность процессов гемопоэза (в данном случае разновидность лейкопоэза), приводящая к образованию моноцитов (через стадию промоноцита) и затем макрофагов.
Моноцитопоэз может стимулироваться макрофагальным колониестимулирующим фактором.
Моноцитопоэз является компонентом миелопоэза.